# Lena Mahieu
Lena Mahieu (Tilburg, 14 maart 2004) is een Nederlands voetbalspeelster. Ze speelt als verdediger voor FC Utrecht.

## Carrière
Mahieu speelde in haar jeugdjaren voor TSV NOAD uit haar geboortestad Tilburg. Vervolgens speelde ze in Teteringen voor RKVV DIA alvorens ze deel ging uitmaken van de jeugdopleiding van PSV. In Eindhoven doorliep Mahieu alle jeugdelftallen. In 2022 wist ze met Jong PSV kampioen van de Eerste Divisie te worden. Hierdoor mocht ze in het seizoen 2022/23 meedoen aan de KNVB Beker, waarin de halve finale werd behaald. Dit was nog niet eerder door een jong team gepresteerd.
In 2023 tekende Mahieu een eenjarig contract tot 2024 met de optie voor nog een jaar bij FC Utrecht, dat zijn rentree maakte in de Vrouwen Eredivisie in het seizoen 2023/24.
Op 10 september 2023 maakte Mahieu haar debuut voor FC Utrecht in een thuiswedstrijd tegen Feyenoord door in de basis te starten.
Op 20 februari 2024 werd de optie in het contract van Mahieu gelicht, waardoor ze tot medio 2025 aan de Domstedelingen verbonden kon blijven. In mei 2025 verlengde ze haar contract opnieuw met een jaar, waardoor ze voor een derde seizoen actief als speelster van FC Utrecht is.

## Statistieken
| Seizoen | Club       | Competitie | Competitie | Competitie | Beker | Beker | Overig | Overig | Totaal | Totaal |
| Seizoen | Club       | Competitie | Wed.       | Dlp.       | Wed.  | Dlp.  | Wed.   | Dlp.   | Wed.   | Dlp.   |
| ------- | ---------- | ---------- | ---------- | ---------- | ----- | ----- | ------ | ------ | ------ | ------ |
| 2023/24 | FC Utrecht | Eredivisie | 17         | 0          | 1     | 0     | 0      | 0      | 18     | 0      |
| 2024/25 | FC Utrecht | Eredivisie | 18         | 1          | 1     | 0     | 0      | 0      | 19     | 1      |
| Totaal  | Totaal     | Totaal     | 35         | 1          | 3     | 0     | 0      | 0      | 38     | 1      |

Bijgewerkt t/m 16 mei 2025.